# Церемония закрытия зимних Олимпийских игр 2022
Церемония закрытия зимних XXIV Олимпийских игр состоялась 20 февраля 2022 года на Национальном стадионе в Пекине, КНР. Режиссёром церемонии был Чжан Имоу. На церемонии присутствовал председатель КНР Си Цзиньпин. О закрытии Игр объявил президент МОК Томас Бах.

## Начало церемонии
Церемония началась в 20:00 (пекинское время). Все объявления дикторов на стадионе проводились на французском, английском и китайском языках. Над стадионом — большая «снежинка». На ледовом поле стадиона — танцующие дети со светящимися фонариками в форме снежинок, отражающими особенности китайской культуры (незадолго до этого был Праздник фонарей) и основной образ церемонии открытия Игр.
Постепенно на поле появляется эмблема Олимпиады. Дикторы представляют председателя КНР Си Цзиньпина и президента МОК Томаса Баха. Звучит Государственный гимн КНР, и рядом с Олимпийским флагом поднимается Государственный флаг КНР. 
Дети с фонариками продолжают свой танец. Некоторые из них едут в 12 больших «коньках» в форме животных китайского зодиака, которые рисуют на поле стадиона огромный китайский узелок. Огромный китайский узелок, созданный при помощи технологии дополненной реальности, появляется и над стадионом, светящийся, а большая «снежинка» оказывается в его центре.

## Участники Олимпиады и памятные моменты
На стадион выходят знаменосцы с флагами участвовавших в Олимпиаде НОК, а после них — делегации НОК, в это время звучит «Ода к радости».
Зрителям демонстрируется короткометражный фильм о спортсменах с эпизодами готовности к старту, спортивной борьбы, победы в соревнованиях Олимпиады-2022.
Перед награждением представителей волонтёров демонстрируется короткометражный фильм с эпизодами их деятельности на Олимпиаде. Наряду с волонтёрами в кадре нередко появляется талисман Олимпиады Бин Дуньдунь. Благодарность и дань уважения волонтёрам — одна из параллелей с Олимпиадой-2008, от которой ведёт начало эта традиция. Параллели с Олимпиадой-2008 занимают важное место на церемонии закрытия, отражая статус Пекина как «города двух Олимпиад», где впервые в олимпийской истории были проведены летние и зимние Игры.
В короткометражном фильме «Вера даёт им силы» показаны запоминающиеся моменты Олимпиады-2022 и спортсмены, которые, стимулируемые верой, сделали возможными эти памятные мгновения.
Эмоциям на и вне спортивных площадок посвящён короткометражный фильм «2022 и мы!» (кит. упр. 2022，有我们！), где люди делятся друг с другом слёзами радости или огорчения, улыбками, волнением.

## Награждения
На церемонии закрытия Олимпиады-2022 состоялось награждение победителей соревнований по лыжным гонкам в дисциплинах: 30 км свободным стилем (женщины) и 50 км свободным стилем (мужчины).
Призёрами Игр у женщин стали:
- Тереза Йохауг (NOR);
- Джессика Диггинс (USA);
- Кертту Нисканен (FIN).

Их  наградили вице-президент МОК Юй Цзайцин и лыжный тренер, член совета ФИС Эрик Рёсте.
Призёрами Игр у мужчин стали:
- Александр Большунов (ROC);
- Иван Якимушкин (ROC);
- Симен Хегстад Крюгер (NOR).

Их  наградили вице-президент МОК Николь Хёвертч и трёхкратная олимпийская чемпионка в лыжных гонках, член совета ФИС Елена Вяльбе.
Новоизбранный в Комиссию спортсменов МОК пятикратный олимпийский чемпион по биатлону Мартен Фуркад наградил шестерых представителей волонтёров Игр, вручив им символические стилизованные китайские фонарики. Награждённые зажгли фонарики, и тут же, в ответ, стадион осветился фонариками множества их собратьев.

## Передача Олимпийского флага
После поднятия под музыку греческого гимна рядом с Олимпийским флагом и флагом КНР флага Греции состоялась церемония передачи Олимпийского флага. Детский хор «Маланьхуа» (кит. упр. 马兰花儿童声合唱团) 44 детей из уезда Фупин (провинция Хэбэй, КНР), исполнивший Олимпийский гимн на церемонии открытия Олимпиады, снова запел его на греческом языке, а в это время Олимпийский флаг был медленно спущен. На костюмах детей был традиционный китайский узор, используемый в технике вырезания из бумаги, под названием «Процветание на долгие годы» (кит. упр. 连年有余).
Мэр Пекина Чэнь Цзинин передал Олимпийский флаг президенту МОК Томасу Баху, а он вручил его мэрам городов-хозяев будущей Олимпиады: Милана — Джузеппе Сале и Кортина-д’Ампеццо — Джанпьетро Гедине. После этого скрипачом Джованни Андреа Заноном и певицей Маликой Аян был исполнен гимн Италии и поднят флаг Италии.

## Представление будущей Олимпиады
В первой части представления двое детей катят большой глобус по тонкому, хрупкому и трескающемуся льду. Во второй части спортсмен и спортсменка совершают «пробежку» по достопримечательностям городов-хозяев будущих Игр. В третьей части эти спортсмены танцуют па-де-де на поле, где вырисовываются образы олимпийских видов спорта, а затем и эмблема будущей Олимпиады. Четвёртая часть посвящена приглашению от городов-организаторов будущих Игр (Милана и Кортина д’Ампеццо).

## Речи
На стадион вынесли флаги участвующих в Играх делегаций НОК. Произнёс речь председатель организационного комитета Олимпиады Цай Ци и президент Международного олимпийского комитета Томас Бах. Томас Бах, в частности, сказал: «Это поистине несравненная зимняя Олимпиада. Мы приветствуем Китай, ставший страной зимних видов спорта».

## Прощание с Олимпиадой
Над стадионом появляются ветви ивы, как древний китайский символ расставания (кит. упр. 折柳, палл. чжэлю), возникновению которого способствовало очень похожее звучание в китайском языке слова «ива»（кит. упр. 柳, палл. лю) и слова «оставаться» (кит. упр. 留). По китайской традиции, прощающиеся ранней весной друзья преподносят друг другу ветку ивы. А затем на стадион выходят 365 обычных людей разных возрастов со стилизованными веточками ивы как знак того, что друг будет 365 дней в году думать об ушедшем друге.
В заключительном короткометражном фильме «До свидания! Вместе ради общего будущего!» (кит. упр. 再见！一起向未来！) показано прощание самых разных людей, талисмана Бин Дуньдуня со зрителями и гостями Олимпиады. Прощаются волонтёры, борющиеся с эпидемией медики, преподаватель и многие другие люди, некоторые из них пишут, создают, запускают в небо слова прощания, другие выражают прощание искренними эмоциями и чувствами.
На стадионе звучит на китайском главная песня пекинской Олимпиады-2008 «Ты и я», а за ней — известная по церемонии открытия Олимпиады-2022 песня «Снежинка» (кит. упр. 雪花) на китайском и английском языках. Песня смолкает, большая «снежинка» «тает» и Олимпийский огонь гаснет. Но песня «Снежинка» звучит вновь, снежинки летят вверх — в небо, и начинается фейерверк: в небе появляются Олимпийские кольца (вновь параллель с Олимпиадой-2008), иероглифы 天下一家 и их перевод на английский: ONE WORLD, ONE FAMILY («Один мир, одна семья»).